# وجها لوجه (فلم 1976)
وجهاً لوجه هو فيلمٌ مصريٌ أُنتج عام 1976.
يُعتبر هذا الفيلم ثاني بطولة لمحمود عبد العزيز.

## قصة الفيلم
بعد سنوات من العمل غير المشروع، يقرر حلمي (مصطفى فهمي)، الذي يعيش في لبنان، أن يترك عالم الإجرام، ويتفرغ لتربية ابنه بعد وفاة زوجته. لكن رئيس العصابة في لبنان (سعيد عبد الغني)، يريد الاستفادة من قدرة حلمي على التهريب، فيقوم باختطاف ابنه الوحيد، على أن يُعيده بعد أن يساعد العصابة في تهريب الآثار من مصر.
يذهب حلمي إلى مصر مجبراً لينفذ العملية، وهو لا يعلم أن أخاه الضابط رفعت (محمود عبد العزيز)، هو المكلّف بإحباط عملية التهريب. يلتقي حلمي مع عالم الآثار (جميل راتب)، ومع باقي أفراد العصابة. يلتقي حلمي مع منى (سهير رمزي)، وهي مُساعدة العالم، وأخت مراد (سمير نوار) أحد أفراد العصابة، ويُعجب بها.
مع مرور الوقت، يكتشف الضابط رفعت أن أخاه حلمي هو جزء من شبكة تهريب الآثار. يحاول إثناءه عن الاشتراك في الجريمة، وبدء حياة شريفة دون جدوى. ولم تنجح أمهما أيضاً (أمينة رزق) في إثناءه عن الاشتراك في الجريمة. كما لم يستطع رفعت أن يعتذر عن تكليفه بالقبض على العصابة. لذلك تواجه الأخوان وجهاً لوجه، إلى أن تمكنت الشرطة من إفشال عملية التهريب.

## وصلات خارجية
- مقالات تستعمل روابط فنية بلا صلة مع ويكي بيانات
- وجها لوجه على كاروهات
- وجها لوجه على الدهليز

## مصدر
1. ↑  محمود عبد العزيز: وداعاً فنان الوطنية نسخة محفوظة 2021-11-11 على موقع واي باك مشين.
2. ↑  محمود عبد العزيز خمسون فيلماً بتسع سنوات نسخة محفوظة 2018-08-23 على موقع واي باك مشين.